# Июльское (сельское поселение)
Июльское — упразднённое муниципальное образование со статусом сельского поселения в Воткинском районе Удмуртии Российской Федерации.
Административный центр — село Июльское.
25 июня 2021 года упразднено в связи с преобразованием муниципального района в муниципальный округ.

## История
Статус и границы сельского поселения установлены Законом Удмуртской Республики от 16 ноября 2004 года № 63-РЗ «Об установлении границ муниципальных образований и наделении соответствующим статусом муниципальных образований на территории Воткинского района Удмуртской Республики».

## Население
| 2010  | 2012  | 2013  | 2014  | 2015  | 2016  | 2017  |
| ----- | ----- | ----- | ----- | ----- | ----- | ----- |
| 2772  | ↗2881 | ↗3034 | ↗3195 | ↘3143 | ↗3178 | ↗3188 |
| 2018  | 2019  | 2020  |       |       |       |       |
| ↗3233 | ↗3260 | ↗3334 |       |       |       |       |

## Состав сельского поселения
| № | Населённый пункт | Тип населённого пункта       | Население |
| - | ---------------- | ---------------------------- | --------- |
| 1 | Гольянский       | починок                      | ↗120      |
| 2 | Дома 58 км       | населённый пункт             | ↗3        |
| 3 | Захарово         | деревня                      | ↘12       |
| 4 | Июльское         | село, административный центр | ↗2336     |
| 5 | Молчаны          | деревня                      | ↗334      |
| 6 | Фомино           | деревня                      | →76       |